# 全日本ジュニア (U17) 水球競技選手権大会
全日本ジュニア (U17) 水球競技選手権大会（ぜんにほんジュニア (U17) すいきゅうきょうぎせんしゅけんたいかい）は、日本水泳連盟が主催する17歳以下を対象とした水球大会である。2015年に第1回が行われ、以降毎年3月に新潟県立柏崎アクアパークで開催されている。
第1回は「KZカップ」、第2回以降は「かしわざき潮風カップ」として開催。
参加チームは高校の部活、クラブチーム、選抜チームと様々である。

## 歴代優勝チーム
| 回 | 年   | 男子優勝                     | 女子優勝                     |
| -- | ---- | ---------------------------- | ---------------------------- |
| 1  | 2015 | 埼玉選抜                     | 全鹿児島情報高校             |
| 2  | 2016 | 埼玉選抜                     | 京都府選抜                   |
| 3  | 2017 | 秀明英光高校                 | 埼玉選抜                     |
| 4  | 2018 |                              |                              |
| 5  | 2019 |                              |                              |
| 6  | 2020 | 新型肺炎感染拡大の影響で中止 | 新型肺炎感染拡大の影響で中止 |